# 內閣學士
內閣學士（转写：ashan da），中國在清朝創設的中央政府官職。清中期定制後職缺十人，滿缺六人、漢缺四人，從二品，例兼禮部侍郎銜，掌敷奏、用璽。

## 歷史沿革
清朝入關前的清太宗崇德元年（1636年）五月，定內三院官制，設置內三院學士五人，內國史院及內弘文院各二人、內秘書院一人，作為內三院大學士的輔官。順治六年（1649年）增設學士於內三院各一人。順治十五年（1658年）七月，參照明制將內三院改設內閣，仍設內閣學士為內閣大學士之輔官。雍正八年（1730年），定內閣學士品秩為從二品，例兼禮部侍郎銜，員額為滿缺六人、漢缺四人，共十人。
滿內閣學士職掌為敷奏本章、請用御寶。御門聽政時進呈「折本」，朝審、秋審時進呈「勾到本」，均由滿內閣學士捧至皇帝御前宣奏。請用御寶時與漢內閣學士共同輪值，赴乾清宮請寶。漢內閣學士掌管「批本」、請用御寶。內閣票擬之題奏本章經皇帝御覽後發下，由內閣批本處依照欽定票簽以紅筆批寫滿文票旨於本面，漢內閣學士再依欽定漢文票簽批寫漢文票旨於本面。請用御寶時與滿內閣學士共同輪值，赴乾清宮請寶。內閣開館修書時，常以內閣學士兼充副總裁、總纂官等職位。
滿缺內閣學士遇有缺額，由詹事府詹事、太常寺卿、奉天府府尹、光祿寺卿、太僕寺卿、通政司副使、大理寺少卿、詹事府少詹事、太常寺少卿、鴻臚寺卿、太僕寺少卿升任。漢缺內閣學士遇有缺額，由詹事府詹事、少詹事、翰林院侍讀學士、侍講學士、國子監祭酒升任，例限以翰林出身的官員補授。內閣學士亦為六部右侍郎及理藩院右侍郎、盛京五部侍郎升轉的重要歷階。